# Serie A1 masculina de Voleibol de Italia
La Serie A1 es la máxima división de la Liga Italiana de Voleibol organizada por la Lega Pallavolo Serie A. Desde la edición 2014-15 es conocida como SuperLega. 

## Historia

### Los primeros años (1947-1952)
El deporte del voleibol fue creado en 1895 por William G. Morgan. A Italia llegaría entre 1917 y 1918 cuando unos estadounidenses mostraron el deporte en una base naval de Porto Corsini. Aunque ya había hecho un campeonato nacional en Génonva en 1943, dicho deporte nace oficialmente el 31 de marzo de 1947. La federación contaría 310 deportistas y 68 árbitros, además de 67 equipos afiliados.
Entre el 15 de agosto y el 17 de agosto de 1947 se disputaría el primer campeonato de Italia oficial siendo campeón el Robur Ravenna de Angelo Costa frente al Borsalino Alessandria de Franco Benzi. Tras cuatro títulos consecutivos de los de Rávena, en las temporadas 1950 y 1951 el Pallavolo Parma de Renzo del Chicca obtive el título.

### El dominio de los equipos de Módena (1953-1963) y las nuevas potencias del centro de Italia (1964-1979)
A partir de 1953 comenzó el dominio modenés en la competición con el Minelli de Livio Selmi, el Villa D'Oro de Enzo Vignoli y el Avia Pervia Modena de Franco Anderlini quienes obtendrían los siguientes once scudettos. En 1962 ficha como entrenador de Ruini Firenze Aldo Bellagambi, comenzaría entonces el conocido como 'Il mito Ruini' que obtendría entre 1963 y 1973 5 scudettos, destacaría, de entre todos, el jugador local Mario Mattioli.
En 1966, dicho deporte llega al semiprofesionalismo. En 1969 Franco Anderlini marcha al Pallavolo Modena tras la desaparición en 1964 del Avia Pervia Modena, en el equipo modenés obtendría tres nuevos títulos y dos subcampeonatos. En 1977 pasa a denominarse Serie A1 por la división de la Serie A, llamándose la nueva Serie A2.

### La NBA del voleibol (1980-2000)
En 1981, el Pallavolo Torino se convierte en el primer club italiano en conseguir la Champions League además posee el récord de partidos seguidos ganados en la liga, 51, desde el 12 de enero de 1980 al 10 de marzo de 1982. En dicho equipo estuvieron un total de 16 jugadores que fueron convocados por la selección italiana.
El 7 de junio de 1987 es creada oficialmente la Lega Pallavolo Serie A (en la A1 habría 14 equipos). Se hacen entonces una serie de inclusiones entre ellas se pasa de jugar con un balón blanco a uno tricolos formado por blanco, rojo y verde, cambio de puntuación (los sets pasan de 15 puntos a 25 pero antes era necesario anotar con saque propio y desde entonces ya no con lo que la duración de los partidos es menor) y la creación de la posición de líbero.
A partir de la segunda mitad de los años 80 y por toda la década de los 90 la Liga italiana es considerada la más prestigiosa a nivel mundial, en la cual compiten los mejores jugadores del mundo en equipos como el Pallavolo Parma, el Porto Ravenna Volley, el Pallavolo Modena y el Sisley Treviso. Entre 1985 y 2000 los equipos que participan en la Serie A1 se llevan por 10 veces la Champions League, 12 veces la  Recopa de Europa/Copa CEV, 12 veces la Challenge Cup, 9 veces la Supercopa de Europa y todas 4 las ediciones disputadas del Campeonato mundial de clubes. El nivel de la Liga italiana se refleja en los éxitos de la misma selección italiana, la cual consigue ganar por tres veces en seguida el campeonato mundial (1990, 1994, 1998). Todos los jugadores seleccionados militan en la Serie A1 y son conocidos en Italia como la generazione di fenomeni (generación de fenómenos); entre ellos campeones como Andrea Giani, Andrea Gardini, Andrea Zorzi, Luca Cantagalli, Lorenzo Bernardi, Marco Bracci, Andrea Sartoretti y Samuele Papi . En el campeonato juegan también muchas estrellas internacionales como los estadounidenses Charles "Karch" Kiraly, Steve Timmons y Craig Buck, los neerlandeses Henk-Jan Held, Peter Blangé y Ron Zwervwer, el surcoreano Ho-Chul Kim, el brasileño Giovane Gávio, los argentinos Raúl Quiroga y Juan Carlos Cuminetti, los hermanos serbios Vladimir y Nikola Grbić y los rusos Dmitry Fomin y Vyacheslav Zaytsev.

### Los primeros años delsigloXXIy los nuevos dueños (2000-2012)
En el XXI siglo hay un relevo entre los equipos más poderosos de Italia, con la aparición del Lube Macerata, del PV Cuneo, del Trentino Volley y del Volley Piacenza a lado del Sisley Treviso; estos equipos continúan la tradición ganadora a nivel europeo con 5 Champions (además de 3 finales perdidas), 4 Copas CEV (1 final perdida)  y 8 Challenge Cup (4 finales perdidas, 3 de ellos por mano de otro equipo italiano) en 12 temporadas y mundial. En particular el equipo de Trento, entrenado por el búlgaro Radostin Stoytchev, consigue ganar tres Champions League y 4 campeonatos mundiales de clubes en seguida entre 2008 y 2012.
A la liga italiana siguen acudiendo los mejores jugadores del mundo pese al crecimiento económico de otra ligas en particular la de Rusia: 10 de 12 jugadores de la selección de Yugoslavia campeona olímpica en los juegos de Sídney 2000 y todos los 12 jugadores de la selección de Brasil triunfadora en los de Atenas 2004, militan o han militado en la Serie A. Además de los jugadores italianos, destacan estrellas internacionales como el serbio Ivan Miljković, los brasileños Gustavo Endres, Giba, André Nascimento y Dante Amaral, los cubanos Leonel Marshall, Angel Dennis y Osmany Juantorena, el croata Igor Omrcen, el belga Wout Wijsmans, el búlgaro Matej Kazijski y el polaco Michał Winiarski.
En la temporada 2008-09 se bate el récord de mayor asistencia de una temporada superando al de la 2005-06 superándose la barrera de los 2500 espectadores por jornada.

### La crisis económica y la SuperLega (2015-)
En la actualidad, la liga pasa por una profunda crisis económica yéndose algunos jugadores tras el auge pasado en los noventa en favor de Brasil, Polonia, Rusia o Japón. La liga pasa a partir de la temporada 2011-12 a tener 12 equipos, desapareciendo un histórico de la liga como el Sisley Treviso, así como el Robur Ravenna y el Porto Ravenna Volley se fusionan para formar un nuevo club llamado el GS Robour Angelo Costa. También destaca la inclusión del video check a partir de la temporada 2012-13 que sirve para revisar las jugadas dudosas.
En la temporada 2014-15 nace la SuperLega, un campeonato parecido a las legas profesionales de Estados Unidos (NBA, NFL, NHL, MLB), donde no hay descensos de categoría y los equipos participan después de obtener una licencia de tres años; sin embargo los equipos de la serie A2 pueden ascender a la SuperLega, que tendrá un equipo más cada temporada. En los años siguientes  campeonato italiano regresa a su antiguo esplendor: tanto los grandes equipos como los pequeños incorporan nuevos campeones de la talla de Yoandy Leal, Wilfredo Leon y traen de regresos muchas estrellas como Mitar Djuric, Robertlandy Simon, Bartosz Kurek, Nemanja Petric y Matthew Anderson. A partir de la temporada 2018/19 regresan los descensos a la Serie A2 por los dos equipos que acaban la Regular Season en los últimos dos puestos de la tabla.

## Sistema de competición
A lo largo de su historia la Serie A1 mudó su sistema de competición varias veces. En las primeras 35 temporados, entre 1946 y 1980-81, se proclamaba campeón de Italia el equipo que lograba ganar la clasificación de la temporada regular, según el sistema de todos contra todos.
Desde la campaña 1981-82, tras la temporada regular se disputan los playoffs, cuya final ha sido al mejor de tres o cinco partidos. En las temporadas 2009-10, 2010-11 y  2011-12 la final fue a un solo partido y en un campo neutral y tuvo el nombre de V-Day (Volleyball-Day).

## Campeones

### Campeones por temporada
Nota: en negrita el título más reciente ganado por el equipo 
| Temporada | Campeón                    | Risultado                                           | Finalista                                           | Primer clasificado temporada regular (G-P; puntos)  |                                                     |
| 1946      | Robur Ravenna (1)          | Campeón proclamado al final de la temporada regular | Campeón proclamado al final de la temporada regular | Campeón proclamado al final de la temporada regular | Campeón proclamado al final de la temporada regular |
| 1947      | Robur Ravenna (2)          | Campeón proclamado al final de la temporada regular | Campeón proclamado al final de la temporada regular | Campeón proclamado al final de la temporada regular | Campeón proclamado al final de la temporada regular |
| 1948      | Robur Ravenna (3)          | Campeón proclamado al final de la temporada regular | Campeón proclamado al final de la temporada regular | Campeón proclamado al final de la temporada regular | Campeón proclamado al final de la temporada regular |
| 1949      | Robur Ravenna (4)          | Campeón proclamado al final de la temporada regular | Campeón proclamado al final de la temporada regular | Campeón proclamado al final de la temporada regular | Campeón proclamado al final de la temporada regular |
| 1950      | Pallavolo Parma (1)        | Campeón proclamado al final de la temporada regular | Campeón proclamado al final de la temporada regular | Campeón proclamado al final de la temporada regular | Campeón proclamado al final de la temporada regular |
| 1951      | Pallavolo Parma (2)        | Campeón proclamado al final de la temporada regular | Campeón proclamado al final de la temporada regular | Campeón proclamado al final de la temporada regular | Campeón proclamado al final de la temporada regular |
| 1952      | Robur Ravenna (5)          | Campeón proclamado al final de la temporada regular | Campeón proclamado al final de la temporada regular | Campeón proclamado al final de la temporada regular | Campeón proclamado al final de la temporada regular |
| 1953      | Minelli Modena (1)         | Campeón proclamado al final de la temporada regular | Campeón proclamado al final de la temporada regular | Campeón proclamado al final de la temporada regular | Campeón proclamado al final de la temporada regular |
| 1954      | Minelli Modena (2)         | Campeón proclamado al final de la temporada regular | Campeón proclamado al final de la temporada regular | Campeón proclamado al final de la temporada regular | Campeón proclamado al final de la temporada regular |
| 1955      | Minelli Modena (3)         | Campeón proclamado al final de la temporada regular | Campeón proclamado al final de la temporada regular | Campeón proclamado al final de la temporada regular | Campeón proclamado al final de la temporada regular |
| 1956      | Villa d’Oro Pallavolo (1)  | Campeón proclamado al final de la temporada regular | Campeón proclamado al final de la temporada regular | Campeón proclamado al final de la temporada regular | Campeón proclamado al final de la temporada regular |
| 1957      | Avia Pervia Modena (1)     | Campeón proclamado al final de la temporada regular | Campeón proclamado al final de la temporada regular | Campeón proclamado al final de la temporada regular | Campeón proclamado al final de la temporada regular |
| 1958      | Villa d’Oro Pallavolo (2)  | Campeón proclamado al final de la temporada regular | Campeón proclamado al final de la temporada regular | Campeón proclamado al final de la temporada regular | Campeón proclamado al final de la temporada regular |
| 1959      | Avia Pervia Modena (2)     | Campeón proclamado al final de la temporada regular | Campeón proclamado al final de la temporada regular | Campeón proclamado al final de la temporada regular | Campeón proclamado al final de la temporada regular |
| 1960      | Avia Pervia Modena (3)     | Campeón proclamado al final de la temporada regular | Campeón proclamado al final de la temporada regular | Campeón proclamado al final de la temporada regular | Campeón proclamado al final de la temporada regular |
| 1961      | Villa d’Oro Pallavolo (3)  | Campeón proclamado al final de la temporada regular | Campeón proclamado al final de la temporada regular | Campeón proclamado al final de la temporada regular | Campeón proclamado al final de la temporada regular |
| 1962      | Avia Pervia Modena (4)     | Campeón proclamado al final de la temporada regular | Campeón proclamado al final de la temporada regular | Campeón proclamado al final de la temporada regular | Campeón proclamado al final de la temporada regular |
| 1962-63   | Avia Pervia Modena (5)     | Campeón proclamado al final de la temporada regular | Campeón proclamado al final de la temporada regular | Campeón proclamado al final de la temporada regular | Campeón proclamado al final de la temporada regular |
| 1963-64   | Ruini Firenze (1)          | Campeón proclamado al final de la temporada regular | Campeón proclamado al final de la temporada regular | Campeón proclamado al final de la temporada regular | Campeón proclamado al final de la temporada regular |
| 1964-65   | Ruini Firenze (2)          | Campeón proclamado al final de la temporada regular | Campeón proclamado al final de la temporada regular | Campeón proclamado al final de la temporada regular | Campeón proclamado al final de la temporada regular |
| 1965-66   | Virtus Bologna (1)         | Campeón proclamado al final de la temporada regular | Campeón proclamado al final de la temporada regular | Campeón proclamado al final de la temporada regular | Campeón proclamado al final de la temporada regular |
| 1966-67   | Virtus Bologna (2)         | Campeón proclamado al final de la temporada regular | Campeón proclamado al final de la temporada regular | Campeón proclamado al final de la temporada regular | Campeón proclamado al final de la temporada regular |
| 1967-68   | Ruini Firenze (3)          | Campeón proclamado al final de la temporada regular | Campeón proclamado al final de la temporada regular | Campeón proclamado al final de la temporada regular | Campeón proclamado al final de la temporada regular |
| 1968-69   | Pallavolo Parma (3)        | Campeón proclamado al final de la temporada regular | Campeón proclamado al final de la temporada regular | Campeón proclamado al final de la temporada regular | Campeón proclamado al final de la temporada regular |
| 1969-70   | Pallavolo Modena (1)       | Campeón proclamado al final de la temporada regular | Campeón proclamado al final de la temporada regular | Campeón proclamado al final de la temporada regular | Campeón proclamado al final de la temporada regular |
| 1970-71   | Ruini Firenze (4)          | Campeón proclamado al final de la temporada regular | Campeón proclamado al final de la temporada regular | Campeón proclamado al final de la temporada regular | Campeón proclamado al final de la temporada regular |
| 1971-72   | Pallavolo Modena (2)       | Campeón proclamado al final de la temporada regular | Campeón proclamado al final de la temporada regular | Campeón proclamado al final de la temporada regular | Campeón proclamado al final de la temporada regular |
| 1972-73   | Ruini Firenze (5)          | Campeón proclamado al final de la temporada regular | Campeón proclamado al final de la temporada regular | Campeón proclamado al final de la temporada regular | Campeón proclamado al final de la temporada regular |
| 1973-74   | Pallavolo Modena (3)       | Campeón proclamado al final de la temporada regular | Campeón proclamado al final de la temporada regular | Campeón proclamado al final de la temporada regular | Campeón proclamado al final de la temporada regular |
| 1974-75   | Ariccia Volley (1)         | Campeón proclamado al final de la temporada regular | Campeón proclamado al final de la temporada regular | Campeón proclamado al final de la temporada regular | Campeón proclamado al final de la temporada regular |
| 1975-76   | Pallavolo Modena (4)       | Campeón proclamado al final de la temporada regular | Campeón proclamado al final de la temporada regular | Campeón proclamado al final de la temporada regular | Campeón proclamado al final de la temporada regular |
| 1976-77   | Ariccia Volley (2)         | Campeón proclamado al final de la temporada regular | Campeón proclamado al final de la temporada regular | Campeón proclamado al final de la temporada regular | Campeón proclamado al final de la temporada regular |
| 1977-78   | Pallavolo Catania (1)      | Campeón proclamado al final de la temporada regular | Campeón proclamado al final de la temporada regular | Campeón proclamado al final de la temporada regular | Campeón proclamado al final de la temporada regular |
| 1978-79   | Pallavolo Torino (1)       | Campeón proclamado al final de la temporada regular | Campeón proclamado al final de la temporada regular | Campeón proclamado al final de la temporada regular | Campeón proclamado al final de la temporada regular |
| 1979-80   | Pallavolo Torino (2)       | Campeón proclamado al final de la temporada regular | Campeón proclamado al final de la temporada regular | Campeón proclamado al final de la temporada regular | Campeón proclamado al final de la temporada regular |
| 1980-81   | Pallavolo Torino (3)       | Campeón proclamado al final de la temporada regular | Campeón proclamado al final de la temporada regular | Campeón proclamado al final de la temporada regular | Campeón proclamado al final de la temporada regular |
| 1981-82   | Pallavolo Parma (4)        | 2-1 (0-3,3-0,3-1)                                   | Pallavolo Torino                                    | Pallavolo Torino (21-1, 42 p.)                      |                                                     |
| 1982-83   | Pallavolo Parma (5)        | 2-1 (0-3,3-2,3-0)                                   | Pallavolo Torino                                    | Pallavolo Torino (20-2, 40 p.)                      |                                                     |
| 1983-84   | Pallavolo Torino (4)       | 2-0 (3-0,3-1)                                       | Pallavolo Parma                                     | Pallavolo Torino (20-2, 40 p.)                      |                                                     |
| 1984-85   | Zinella Volley Bologna (1) | 2-1 (1-3,3-1,3-1)                                   | Pallavolo Modena                                    | Pallavolo Modena (20-2, 40 p.)                      |                                                     |
| 1985-86   | Pallavolo Modena (5)       | 3-0 (3-2,3-1,3-2)                                   | Zinella Volley Bologna                              | Zinella Volley Bologna (18-4, 36 p.)                |                                                     |
| 1986-87   | Pallavolo Modena (6)       | 3-2 (0-3,3-2,2-3,3-1,3-0)                           | Pallavolo Parma                                     | Pallavolo Parma (17-5, 34 p.)                       |                                                     |
| 1987-88   | Pallavolo Modena (7)       | 3-2 (3-0,1-3,3-0,0-3,3-2)                           | Pallavolo Parma                                     | Pallavolo Modena (21-1, 42 p. )                     |                                                     |
| 1988-89   | Pallavolo Modena (8)       | 3-2 (1-3,3-1,3-0,3-0)                               | Pallavolo Parma                                     | Pallavolo Parma (20-2, 40 p.)                       |                                                     |
| 1989-90   | Pallavolo Parma (6)        | 3-2 (3-2,3-2,3-1)                                   | Pallavolo Modena                                    | Pallavolo Modena (25-1, 50 p.)                      |                                                     |
| 1990-91   | Porto Ravenna Volley (1)   | 3-0 (3-2,3-0,3-0)                                   | Pallavolo Parma                                     | Porto Ravenna Volley (25-1, 50 p.)                  |                                                     |
| 1991-92   | Pallavolo Parma (7)        | 3-0 (3-0,3-0,3-0)                                   | Porto Ravenna Volley                                | Pallavolo Parma (21-5, 42 p.)                       |                                                     |
| 1992-93   | Pallavolo Parma (8)        | 3-0 (3-2,3-2,3-0)                                   | Volley Gonzaga Milano                               | Pallavolo Parma (22-4, 44 p.)                       |                                                     |
| 1993-94   | Sisley Treviso (1)         | 3-1 (3-2,3-1,2-3,3-2)                               | Volley Gonzaga Milano                               | Volley Gonzaga Milano (22-4, 44 p.)                 |                                                     |
| 1994-95   | Pallavolo Modena (9)       | 3-0 (3-0,3-0,3-1)                                   | Sisley Treviso                                      | Sisley Treviso (20-2, 40 p.)                        |                                                     |
| 1995-96   | Sisley Treviso (2)         | 3-1 (3-1,2-3,3-1,3-0)                               | PV Cuneo                                            | PV Cuneo (19-3, 38 p.)                              |                                                     |
| 1996-97   | Pallavolo Modena (10)      | 3-2 (3-1,0-3,1-3,3-2,3-0)                           | Sisley Treviso                                      | Pallavolo Modena (21-1, 42 p.)                      |                                                     |
| 1997-98   | Sisley Treviso (3)         | 3-0 (3-0,3-1,3-1)                                   | PV Cuneo                                            | PV Cuneo (19-3, 38 p.)                              |                                                     |
| 1998-99   | Sisley Treviso (4)         | 2-0 (3-0,3-2)                                       | Pallavolo Modena                                    | Sisley Treviso (21-1, 64 p.)                        |                                                     |
| 1999-00   | Roma Volley (1)            | 3-0 (3-1,3-1,3-2)                                   | Pallavolo Modena                                    | Sisley Treviso (18-4, 49 p.)                        |                                                     |
| 2000-01   | Sisley Treviso (5)         | 3-0 (3-2,3-1,3-1)                                   | Volley Milano                                       | PV Cuneo (21-5, 62 p.)                              |                                                     |
| 2001-02   | Pallavolo Modena (11)      | 3-1 (3-1,2-3,3-1,3-2)                               | Sisley Treviso                                      | Lube Macerata (19-7, 60 p.)                         |                                                     |
| 2002-03   | Sisley Treviso (6)         | 3-1 (1-3,3-2,3-2,3-1)                               | Pallavolo Modena                                    | Sisley Treviso (21-5, 62 p.)                        |                                                     |
| 2003-04   | Sisley Treviso (7)         | 3-0 (3-1,3-1,3-0)                                   | Volley Piacenza                                     | Trentino Volley (21-5, 61 p.)                       |                                                     |
| 2004-05   | Sisley Treviso (8)         | 3-0 (3-0,3-1,3-0)                                   | Perugia Volley                                      | Volley Piacenza (21-5, 64 p.)                       |                                                     |
| 2005-06   | Lube Macerata (1)          | 3-2 (0-3,3-2,0-3,3-1,3-0)                           | Sisley Treviso                                      | Lube Macerata (21-5, 61 p.)                         |                                                     |
| 2006-07   | Sisley Treviso (9)         | 3-0 (3-1,3-2,3-0)                                   | Volley Piacenza                                     | PV Cuneo (20-6, 57 p.)                              |                                                     |
| 2007-08   | Trentino Volley (1)        | 2-1 (3-0,2-3,3-0)                                   | Volley Piacenza                                     | Trentino Volley (21-5, 59 p.)                       |                                                     |
| 2008-09   | Volley Piacenza (1)        | 3-2 (2-3,3-1,3-2,0-3,3-2)                           | Trentino Volley                                     | Lube Macerata (19-7, 57 p.)                         |                                                     |
| 2009-10   | PV Cuneo (1)               | 3-1                                                 | Trentino Volley                                     | Trentino Volley (23-5, 69 p.)                       |                                                     |
| 2010-11   | Trentino Volley (2)        | 3-0                                                 | PV Cuneo                                            | Trentino Volley (25-1, 72 p.)                       |                                                     |
| 2011-12   | Lube Macerata (2)          | 3-2                                                 | Trentino Volley                                     | Trentino Volley (24-2, 70 p.)                       |                                                     |
| 2012-13   | Trentino Volley (3)        | 3-2 (3-1,1-3,3-0,0-3,3-2)                           | Volley Piacenza                                     | Trentino Volley (19-3, 54 p.)                       |                                                     |
| 2013-14   | Lube Macerata (3)          | 3-1 (3-2,2-3,3-0,3-1)                               | Sir Safety Perugia                                  | Lube Macerata (18-4, 56 p.)                         |                                                     |
| 2014-15   | Trentino Volley (4)        | 3-1 (3-2,1-3,3-0,3-0)                               | Pallavolo Modena                                    | Trentino Volley (21-3, 62 p.)                       |                                                     |
| 2015-16   | Pallavolo Modena (12)      | 3-0 (3-0,3-2,3-2)                                   | Sir Safety Perugia                                  | Lube Civitanova (20-2, 59 p.)                       |                                                     |
| 2016-17   | Lube Civitanova (4)        | 3-0 (3-0,3-2,3-1)                                   | Trentino Volley                                     | Lube Civitanova (23-3, 68 p.)                       |                                                     |
| 2017-18   | Sir Safety Perugia (1)     | 3-2 (3-1,2-3,3-2,1-3,3-0)                           | Lube Civitanova                                     | Sir Safety Perugia (23-3, 70 p.)                    |                                                     |
| 2018-19   | Lube Civitanova (5)        | 3-2 (0-3,3-1,0-3,3-0,3-2)                           | Sir Safety Perugia                                  | Sir Safety Perugia (22-4, 67 p.)                    |                                                     |
| 2019-20   | Cancelada                  | Cancelada                                           | Cancelada                                           | Cancelada                                           |                                                     |
| 2020-21   | Lube Civitanova (6)        | 3-1 (3-1,2-3,3-0,3-1)                               | Sir Safety Perugia                                  | Sir Safety Perugia (18-4, 54 p.)                    |                                                     |
| 2020-21   | Lube Civitanova (7)        | 3-1 (3-2,3-0,1-3,3-0)                               | Sir Safety Perugia                                  | Sir Safety Perugia (22-2, 67 p.)                    |                                                     |
| 2022-23   | Trentino Volley (5)        | 3-2 (3-1,2-3,3-0,1-3,3-0)                           | Lube Civitanova                                     | Sir Safety Perugia (22-0, 65 p.)                    |                                                     |
| 2023-24   | Sir Safety Perugia (2)     | 3-2 (3-1,2-3,3-1,3-1)                               | Vero Volley Monza                                   | Trentino Volley (19-3, 57 p.)                       |                                                     |
| 2024-25   | Trentino Volley (6)        | 3-1 (3-0,0-3,3-0,3-1)                               | Lube Civitanova                                     | Trentino Volley (20-2, 57 p.)                       |                                                     |

### Títulos por club
| Títulos | Club                   | Temporadas                                                                                                 |
| 12      | Pallavolo Modena       | 1969-70, 1971-72, 1973-74, 1975-76, 1985-86, 1986-87, 1987-88, 1988-89, 1994-95, 1996-97, 2001-02, 2015-16 |
| 9       | Sisley Treviso         | 1993-94, 1995-96, 1997-98, 1998-99, 2000-01, 2002-03, 2003-04, 2004-05, 2006-07                            |
| 8       | Pallavolo Parma        | 1949-50, 1950-51, 1968-69, 1981-82, 1982-83, 1989-90, 1991-92, 1992-93                                     |
| 7       | Lube Macerata          | 2005-06, 2011-12, 2013-14, 2016-17, 2018-19, 2020-21, 2021-22                                              |
| 6       | Trentino Volley        | 2007-08, 2010-11, 2012-13, 2014-15, 2022-23, 2024-25                                                       |
| 5       | Avia Pervia Modena     | 1957, 1959, 1960, 1962, 1962-63                                                                            |
| 5       | Robur Ravenna          | 1946, 1947, 1948, 1949, 1952                                                                               |
| 5       | Ruini Firenze          | 1963-64, 1964-65, 1967-68, 1970-71, 1972-73                                                                |
| 4       | Pallavolo Torino       | 1978-79, 1979-80, 1980-81, 1983-84                                                                         |
| 3       | Minelli Modena         | 1953, 1954, 1955                                                                                           |
| 3       | Villa d’Oro Pallavolo  | 1957, 1958, 1961                                                                                           |
| 2       | Virtus Bologna         | 1965-66, 1966-67                                                                                           |
| 2       | Ariccia Volley         | 1974-75, 1976-77                                                                                           |
| 2       | Sir Safety Perugia     | 2017-18, 2023-24                                                                                           |
| 6       | Pallavolo Catania      | 1977-78 |
| 6       | Zinella Volley Bologna | 1984-85 |
| 6       | Porto Ravenna Volley   | 1990-91 |
| 6       | Roma Volley            | 1999-00 |
| 6       | Volley Piacenza        | 2008-09 |
| 6       | PV Cuneo               | 2009-10 |

## Récords individuales
- Jugadores con más títulos.

9 - Lorenzo Bernardi y Gian Franco Zanetti.
- Entrenadores con más títulos.

8 - Daniele Bagnoli y Franco Anderlini.
- Más temporadas de playoffs.

23 - Samuele Papi.
- Jugador más veterano en disputar un partido.

Sergio de Agostini (41 años, 8 meses y 10 días).
- Jugador más joven en disputar un partido

Mattia Taramelli (15 años, 10 meses y 1 día).
- Jugador con más puntos en un partido.

41 - Giulio Sabbi en Blu Volley Verona - Pallavolo Molfetta (2-3) del 23 de febrero de 2014.

### Máximos anotadores históricos
| # | Jugador               | Posición          | Temporadas             | Partidos | Puntos | Promedio |
| --- | --------------------- | ----------------- | ---------------------- | -------- | ------ | -------- |
| 1 | Hristo Zlatanov       | Receptor/atacante | 1993 - 2016 (24)       | 651      | 9357   | 14,32    |
| 2 | Alessandro Fei        | Opuesto/central   | 1995 - Actualidad (25) | 661      | 9107   | 13,78    |
| 2 | Lorenzo Bernardi      | Receptor/atacante | 1984 - 2007 (23)       | 493      | 8737   | 17,72    |
| 4 | Andrea Giani          | Central           | 1984 - 2007 (23)       | 520      | 8450   | 16,25    |
| 5 | Samuele Papi          | Receptor/atacante | 1990 - 2016 (27)       | 790      | 8082   | 10,23    |
| 6 | Luca Cantagalli       | Receptor/atacante | 1980 - 2006 (26)       | 496      | 8052   | 16,23    |
| 7 | Andrea Zorzi          | Opuesto           | 1982 - 1998 (16)       | 278      | 7955   | 28,61    |
| 8 | Marco Bracci          | Receptor/atacante | 1982 - 1998 (16)       | 482      | 7760   | 16,09    |
| 9 | Michele Pasinato      | Opuesto           | 1987 - 2001 (14)       | 303      | 7551   | 24,92    |
| 10 | Juan Carlos Cuminetti | Opuesto           | 1991 - 2009 (14)       | 378      | 7211   | 19,07    |
| Notas: Datos actualizados al final de la temporada 2018-19. Se contabilizan las estadísticas desde la temporada 1988-89 en RS y PO y PO por el 5° puesto. En cursiva los jugadores en actividad |                       |                   |                        |          |        |          |